# Ларс Свендсен
Ларс Свендсен (нар. 16.09.1970) — норвезький філософ та письменник. Професор кафедри філософії Університету Бергена, Норвегія. Автор кількох есеїв-досліджень. Наукова діяльність Л. Свендсена присвячена вивченню філософії Іммануїла Канта, він також вважається спеціалістом в філософії Мартина Гайдеґґера. Його книги перекладені вже 27 мовами світу, а найновішу з них, «Філософія самотності», було перекладено українською мовою в 2017 році.

## Переклади українською
- Ларс Свендсен. Філософія свободи. — Ніка-Центр, Видавництво Анетти Антоненко, 2016. — 336 с. — ISBN 978-617-7192-42-7, 978-966-521-673-5.
- Ларс Свендсен. Філософія самотності. — Ніка-Центр, Видавництво Анетти Антоненко, 2017. — 208 с. — ISBN 978-617-7192-77-9, 978-966-521-699-5, 978-82-15-02535-3.